# Мадаваска (приток Оттавы)
Мадаваска (англ. Madawaska River) — река в канадской провинции Онтарио.

## География
Река Мадаваска находится в восточной части провинции Онтарио и является одной из рек системы реки Святого Лаврентия, впадающей в залив Святого Лаврентия Атлантического океана. Длина реки составляет 230 километров, площадь бассейна 8470 км², а её средний сток равен 85 м³ в секунду.
Река берёт начало на высоте 448 метров в озере Соурс на территории Алгонкинского провинциального парка, течёт преимущественно в восточном направлении, на высоте 70 метров впадает в реку Оттава. Помимо Алгонкинского провинциального парка на берегах реки расположены провинциальные парки Аппер-Мадаваска-Ривер (Upper Madawaska River Provincial Park) и Лоуэр-Мадаваска-Ривер (Lower Madawaska River Provincial Park).

## Основные притоки
- Опеонго
- Йорк
- Норт-Мадаваска
- Саут-Мадаваска

## Озёра и водохранилища
В верхнем и среднем течении река пересекает множество мелких озёр, в нижнем течении течёт через озёра Сентенниал, Блэк-Дональд, Калабоджи и водохранилище Мадаваска.

## Использование
В конце XIX века река использовалась для транспортировки леса и пиломатериалов, начиная с 60-х годов XX столетия — для производства электроэнергии. Незарегулированные участки реки используются для спуска на байдарках и каноэ, а также для любительского рыболовства. В водах реки водится судак, щука, малоротый и большеротый окунь.

## Галерея
- Пороги Палмер на реке Мадаваска
- Пороги Палмер
- Мост через реку Мадаваска
- Плотина и ГЭС на реке Мадаваска